# Without
Pour plus de détails, voir Fiche technique et Distribution.
Without est un drame américain réalisé par Mark Jackson. Le film sort le 14 novembre 2012 en France.

## Fiche technique
- Titre : Without
- Réalisation : Mark Jackson
- Scénario : Mark Jackson
- Directeur de la photographie : Jessica Dimmock et Diego Garcia
- Montage : Mark Jackson
- Musique : Dave Eggar et Nancy Magarill
- Décor : Jorge Barba
- Costume : Alisarine Ducolomb
- Producteur : Jessica Dimmock, Mark Jackson, Jaime Keeling, Michael Requa
  - Producteur délégué : Jeff Marchelletta
  - Producteur associé : Lance Lobo
- Production : ...
- Distribution : Atopic
- Pays :  États-Unis
- Genre : Drame
- Durée : 86 minutes
- Sortie : 14 novembre 2012

## Distribution
- Joslyn Jensen : Joslyn
- Ron Carrier : Frank
- Brooke Bundy
- Kristine Haruna Lee
- Darren Lenz
- Jodi Long
- Bob Sentinella
- Piper Weiss